# Wellington River
Der Wellington River ist ein Fluss im östlichen Gippsland im australischen Bundesstaat Victoria.

## Verlauf
Er entspringt unterhalb des The Sentinels, einem Teil des Alpine National Parks in einer Höhe von 1030 m, fließt zunächst nach Nordwesten und biegt kurz vor seiner Mündung scharf nach Süden ab. Er mündet nach 39,7 km in den Macalister River.

### Nebenflüsse
Auf seinem Weg nimmt er den von Süden  kommenden Nebenfluss Dolodrook River, den von Norden kommenden Carey River und kurz vor seiner Mündung in den Macalister River den von Norden kommenden Breakfast Creek auf.
Der Wellington River und seine Nebenflüsse liegen in größtenteils unbewohntem Bergland des Alpine National Park.